# Ла-Весілья
Ла-Весілья (ісп. La Vecilla) — муніципалітет в Іспанії, у складі автономної спільноти Кастилія-і-Леон, у провінції Леон. Населення — 441 особа (2010).
Муніципалітет розташований на відстані близько 310 км на північний захід від Мадрида, 30 км на північний схід від Леона.
На території муніципалітету розташовані такі населені пункти: (дані про населення за 2010 рік)
- Кампоермосо: 44 особи
- Ла-Кандана-де-Куруеньйо: 52 особи
- Сопенья-де-Куруеньйо: 61 особа
- Ла-Весілья-де-Куруеньйо: 284 особи

## Демографія
Динаміка населення (INE ):